# Le Cercle (film, 2002)
Pour les articles homonymes, voir Le Cercle et The Ring.
Série
Le Cercle 2
(2005)
Pour plus de détails, voir Fiche technique et Distribution.
Le Cercle (The Ring) est un film d'horreur américano-japonais réalisé par Gore Verbinski, sorti en 2002. Il s'agit d'un remake du film japonais Ring (1998) de Hideo Nakata, lui-même inspiré du roman de Kōji Suzuki.
Deux suites ont vu le jour : Le Cercle 2 (2005) et Le Cercle : Rings (2017). Ring lance aussi une « mode » de remakes américains de films horrifiques japonais comme The Grudge et Dark Water.
Une mystérieuse cassette vidéo serait porteuse d'une étrange malédiction : quiconque la visionne est condamné à mourir sept jours plus tard par un coup de téléphone. Lorsque quatre adolescents meurent de façon inexpliquée une semaine, jour pour jour, après avoir regardé la vidéo, la tante de l'une des victimes, la journaliste Rachel Keller, part à la recherche de la cassette vidéo maudite. Après l'avoir trouvée, la journaliste la visionne. La légende devient alors réalité pour Rachel. Le temps lui est compté : elle n'a plus que sept jours pour déjouer le sortilège de la malédiction.

## Synopsis
À Seattle, deux adolescentes, Katie Embry et Becca Kotler, discutent de la légende d'une vidéo maudite : celui ou celle qui la regarde est condamné(e) à mourir sept jours plus tard. Katie prétend avoir regardé la cassette avec trois amis il y a une semaine. Quelques minutes plus tard, Katie est tuée par une force invisible, et Becca est internée dans une clinique psychiatrique après en avoir été témoin.
Lors des funérailles de Katie, sa mère, Ruth, exhorte sa sœur Rachel Keller, une journaliste, à enquêter sur la mort de sa fille. Rachel vit avec son jeune fils, Aidan, qui possède des dons de médium. Rachel apprend que les amis de Katie sont tous morts la même nuit, à la même heure, arborant des visages défigurés sur l'une des photos qu'elle a fait développer. Rachel se rend au Shelter Mountain Inn où Katie a séjourné avec ses amis, découvrant que la rumeur de la vidéo maudite est réelle. Louant le même chalet que Katie et ses amis, Rachel regarde la vidéo maudite, qui contient des images dérangeantes et horribles. Une fois la vidéo terminée, Rachel reçoit un appel téléphonique d'un appelant inconnu qui murmure « Sept jours ».
Rachel recrute Noah Clay, son ex-compagnon et père d'Aidan, pour étudier la vidéo, en lui faisant une copie après qu'il a regardé la vidéo originale. Rachel commence à souffrir de symptômes surnaturels au fil de la semaine, hantée par une jeune fille aux cheveux noirs et humides. L'enquête sur les images de la vidéo conduit Rachel à Anna Morgan, une éleveuse de chevaux de l'île de Moesko, qui s'est suicidée après que ses chevaux primés se sont noyés. Rachel surprend Aidan en train de visionner la vidéo et découvre que Noah souffre de symptômes similaires.
Laissant Aidan aux soins de Ruth, Rachel se rend sur l'île de Moesko pour parler au veuf d'Anna, Richard Morgan. Pendant le voyage en ferry, un cheval est effrayé par la présence de Rachel, sautant du ferry. Noah se rend à l'hôpital psychiatrique d'Eola pour y consulter les dossiers médicaux d'Anna. Les deux découvrent séparément qu'Anna avait une fille adoptive, Samara, qui possédait la capacité de graver psychiquement et mentalement des images sur des surfaces et dans l'esprit des gens, rendant ses parents fous. Rachel essaie de parler de Samara avec Richard, mais il renie son existence.
Rachel parle avec le Dr Grasnik, le médecin généraliste de l'île, qui explique que Samara a été adoptée par les Morgan en raison de l'infertilité d'Anna, leur recommandant de l'admettre à l'hôpital psychiatrique d'Eola, en supposant que Samara soit toujours là. Une nuit, Rachel se faufile dans la ferme des Morgan, et visionne une cassette vidéo de Samara lors d'une séance de psychothérapie, qui prétend qu'elle n'a aucun contrôle sur ses capacités. Rachel confronte Richard, qui s'électrocute dans une baignoire en apprenant que les pouvoirs de Samara sont toujours en liberté. Noah arrive, lui et Rachel se rendent à la grange, où Samara était isolée dans le grenier. Ils y trouvent une image brûlée d'un arbre, et Rachel reconnait l'arbre du Shelter Mountain Inn.
Ils retournent au chalet, et y trouvent un puits dissimulé sous le plancher : l'image finale de la vidéo. Rachel est poussée dans le puits par une force invisible. Lorsque le fantôme vengeur de Samara l'agrippe au bras, elle a une vision d'Anna étouffant Samara et la jetant dans le puits, le refermant, où elle est morte noyée sept jours plus tard. Le cadavre de Samara refait surface après que Noah a dit à Rachel que le délai de sept jours était passé.
Le lendemain, Aidan informe Rachel que ce fut une erreur d'aider et de libérer Samara, révélant qu'il est toujours maudit, tout comme Noah. Dans son appartement, Noah rencontre le fantôme vengeur de Samara émergeant de sa télévision, le tuant. Rachel retrouve son cadavre défiguré, rentre chez elle et détruit la vidéo originale dans une rage furieuse, confuse quant à la raison pour laquelle Noah a été tué mais pas elle. Rachel se rend compte qu'elle a fait une copie de la bande vidéo, contrairement à Noah, et que Samara souhaite que ses souffrances soient diffusées et connues de toutes et de tous en copiant la bande et en la montrant aux autres.
Pour sauver Aidan, Rachel lui fait refaire une copie. Lorsqu'il demande ce qui va se passer lorsque la vidéo arrivera dans les mains de quelqu'un d'autre, Rachel ne lui répond pas.

## Fiche technique
Sauf indication contraire, les informations mentionnées dans cette section peuvent être confirmées par les bases de données cinématographiques IMDb et Allociné,  présentes dans la section « Liens externes ».
- Titre original : The Ring
- Titre français : Le Cercle (sous-titré The Ring)
- Réalisateur : Gore Verbinski
- Scénario : Ehren Kruger, d'après le scénario de Ring écrit par Hiroshi Takahashi lui-même adapté du roman Ringu de Kōji Suzuki
- Musique : Hans Zimmer
  - Musiques additionnelles : Henning Lohner, Martin Tillman, Clay Duncan et James Michael Dooley
- Direction artistique : Amriksingh Khokar et Patrick M. Sullivan Jr.
- Décors : Tom Duffield
- Costumes : Julie Weiss
- Maquillage : Rick Baker, Jean Ann Black et Bill Sturgeon
- Photographie : Bojan Bazelli
- Son : Lora Hirschberg, Tim Holland, Tom Johnson, Lee Orloff
- Montage : Craig Wood
- Production : Laurie MacDonald et Walter F. Parkes
  - Production déléguée : Roy Lee, Mike Macari et Michele Weisler
  - Production associée : Benita Allen
  - Coproduction : Christine Iso
  - Coproduction déléguée : Neal Edelstein et J.C. Spink
- Société de production :
  - États-Unis : Amblin Entertainment, BenderSpink, DreamWorks Pictures, Parkes / MacDonald Image Nation et Vertigo Entertainment (non crédité)
  - Japon : Tōhō et Kuzui Entreprises
- Sociétés de distribution : DreamWorks Distribution (États-Unis) ; United International Pictures (France, Suisse romande)
- Budget : 43 millions USD[1] ; 48 millions USD[2]
- Pays de production :  États-Unis,  Japon
- Langue originale : anglais
- Format : couleur (Technicolor) — 35 mm — 1,85:1 — son SDDS / Dolby Digital EX / DTS-ES
- Genre : épouvante-horreur
- Durée : 115 minutes
- Dates de sortie[3] :
  - États-Unis : 2 octobre 2002 (Festival du film de Hollywood) ; 18 octobre 2002 (sortie nationale)
  - Québec : 18 octobre 2002[4]
  - Japon : 28 octobre 2002 (Festival international du film de Tokyo) ; 2 novembre 2002 (sortie nationale)
  - France, Belgique, Suisse romande : 5 février 2003[5],[6],[7]
- Classification[8] :
  - États-Unis : accord parental recommandé, film déconseillé aux moins de 13 ans (PG-13 - Parents Strongly Cautioned)[N 1]
  - Japon : sous la responsabilité des parents (PG-12)[N 2].
  - France : interdit aux moins de 12 ans[9]
  - Belgique : potentiellement préjudiciable jusqu'à 16 ans (KNT/ENA : Kinderen Niet Toegelaten  / Enfants Non Admis)[6],[N 3],[10]
  - Suisse romande : interdit aux moins de 14 ans[11]
  - Québec : 13 ans et plus (13+ / 13 years and over)[4]

## Distribution
- Naomi Watts (VF : Hélène Bizot) : Rachel Keller
- Brian Cox (VF : Richard Leblond) : Richard Morgan
- Martin Henderson (VF : Damien Boisseau) : Noah Clay
- David Dorfman (VF : Galilée Herson-Macarel) : Aidan Keller
- Rachael Bella (VF : Karine Martin) : Becca Kotler
- Daveigh Chase : Samara Morgan
- Lindsay Frost (VF : Josiane Pinson) : Ruth Embry
- Amber Tamblyn (VF : Noémie Orphelin) : Katie Embry
- Pauley Perrette : Beth
- Kelly Stables : Samara Morgan (esprit vengeur) - non créditée
- Jane Alexander (VF : Mireille Delcroix) : Dr Grasnik
- Adam Brody : Kellen

## Production
Le film a été tourné sur la côte ouest des États-Unis (Californie, Oregon et État de Washington), ainsi qu'à Boston.
Le phare de « Moesko Island » est en fait celui du cap Yaquina situé à Newport dans l'Oregon.

## Accueil

### Box-office
Le film a rapporté 249 348 933 $ de recettes mondiales avec un total de 129 128 133 $ aux États-Unis et 120 220 800 $ dans le reste du monde. En France, le film a fait un total de 960 575 entrées.
| Pays ou région      | Box-office    | Pays ou région | Box-office  | Pays ou région     | Box-office |
| ------------------- | ------------- | -------------- | ----------- | ------------------ | ---------- |
| États-Unis + Canada | 129 128 133 $ | Pays-Bas       | 3 286 307 $ | Afrique du Sud     | 658 065 $  |
| Royaume-Uni         | 14 764 956 $  | Corée du Sud   | 1 973 953 $ | Nouvelle-Zélande   | 641 805 $  |
| Japon               | 14 150 184 $  | Turquie        | 1 437 789 $ | Argentine          | 587 277 $  |
| Mexique             | 12 293 858 $  | Autriche       | 1 330 603 $ | République tchèque | 402 783 $  |
| Espagne             | 10 658 940 $  | Pologne        | 1 181 362 $ | Hongrie            | 309 768 $  |
| Italie              | 10 121 525 $  | Grèce          | 1 001 600 $ | Taïwan             | 270 959 $  |
| Allemagne           | 6 328 538 $   | Norvège        | 935 168 $   | Hong Kong          | 181 936 $  |
| France              | 5 283 562 $   | Finlande       | 921 442 $   | Égypte             | 168 574 $  |
| Australie           | 4 120 663 $   | Chili          | 916 473 $   | Bulgarie           | 26 102 $   |

## Distinctions

### Récompenses

#### 2002
- Festival du film de Hollywood : meilleure interprétation féminine pour Naomi Watts
- Golden Schmoes Awards :
  - Meilleur film d'horreur de l'année
  - Film le plus trippant de l'année
  - Meilleure actrice de l'année pour Naomi Watts

#### 2003
- Academy of Science Fiction, Fantasy and Horror Films - Saturn Awards :
  - Saturn Award du meilleur film d'horreur
  - Saturn Award de la meilleure actrice pour Naomi Watts
- ASCAP Awards : meilleur compositeur d'un blockbuster
- Fangoria Chainsaw Awards :
  - Meilleur film à large diffusion
  - Meilleure actrice pour Naomi Watts
  - Meilleure musique de film pour Hans Zimmer
- Golden Trailer Awards :
  - Bande-annonce la plus originale
  - Meilleure bande-annonce d'un film d'horreur ou thriller
- MTV Movie & TV Awards : meilleur méchant pour Daveigh Chase
- Teen Choice Awards : meilleur film d'horreur / thriller

### Nominations

#### 2002
- Golden Schmoes Awards :
  - Meilleure révélation de l'année pour Naomi Watts
  - Scène la plus mémorable d'un film pour la séquence où Samara sort de la télé
  - La plus grande surprise de l'année
  - Affiche de cinéma préférée de l'année
  - Meilleure bande-annonce de l'année
- Prix Bram-Stoker : meilleur scénario pour Ehren Kruger
- Rondo Hatton Classic Horror Awards : meilleur film de genre

#### 2003
- Academy of Science Fiction, Fantasy and Horror Films - Saturn Awards : meilleur maquillage pour Rick Baker, Jean Ann Black et Bill Sturgeon
- Fangoria Chainsaw Awards : pire film
- International Horror Guild Awards : meilleur film
- MTV Movie & TV Awards : meilleur film
- Phoenix Film Critics Society Awards : meilleure jeune actrice dans un rôle principal ou dans un second rôle pour Daveigh Chase

## Éditions en vidéo
En France, le film Le Cercle est sorti en VOD le 5 juin 2003, puis plusieurs fois en DVD et Blu-ray :
- le 7 octobre 2003 en DVD [16]
- le 22 mars 2005 en DVD édition collector[17]
- le 1er août 2006 en DVD nouvelle édition collector[18]
- le 5 octobre 2006 en DVD simple[19]
- le 2 mai 2019 en Blu-ray[20]
- le 19 octobre 2022 en Blu-ray édition steelBook[21]
- et le 16 octobre 2024 en 4K Ultra HD + Blu-ray édition limitée steelBook[22].

## Inspiration et remake
Le Cercle (The Ring) est le remake du film Ring (Ringu) de Hideo Nakata, sorti au Japon en décembre 1998 et à la base d'un véritable phénomène de société. Comme son homologue japonais, Le Cercle (The Ring) est inspiré d'une légende urbaine : celle d'une cassette vidéo tueuse, dont l'origine est impossible à déterminer. Aussi, le film de Gore Verbinski est une adaptation du roman Ring écrit par Kōji Suzuki, considéré comme le Stephen King japonais. Le thème avait déjà été abordé dans le film de 1996 d'Alejandro Amenábar, Tesis. Mais dans ce film, la cassette vidéo n'est pas du tout mortelle.
Le principe du film (la cassette vidéo tueuse) est parodié dans le film Scary Movie 3 de David Zucker, sorti en 2003.

## Autour du film
Dans les bonus DVD, le court métrage Ne regardez pas ! semble se passer pendant le film, car dans une scène, Noah se rend au Shelter Mountain Inn et retrouve le réceptionniste mort, dans une barque, et dont le visage est défiguré. Dans une autre scène, Rachel interroge des pêcheurs sur la famille Morgan et leur fille, Samara.